# World Extreme Cagefighting
World Extreme Cagefighting или в сокращённом варианте WEC — американская бойцовская организация, занимавшаяся проведением турниров по смешанным единоборствам в период 2001—2010 годов. Изначально являлась независимой компанией, но в 2006 году её приобрёл крупный игрок на рынке ММА компания Zuffa, после чего она постепенно сливалась с крупнейшей бойцовской организацией мира Ultimate Fighting Championship и в конечном счёте была полностью поглощена новым владельцем.

## История
Организация основана в 2001 году предпринимателями Скоттом Адамсом и Ридом Харрисом. Первые турниры проводились в здании индейского казино Tachi Palace в городе Лемор, штат Калифорния, и транслировались кабельным телеканалом HDNet.
В декабре 2006 года WEC была поглощена компанией Zuffa, владевшей крупнейшей американской бойцовской организацией Ultimate Fighting Championship. Все лучшие бойцы, прежде всего представители тяжёлой и супертяжёлой весовых категорий, постепенно перешли оттуда к новому работодателю, отказавшись от своих чемпионских поясов, при этом сам промоушен продолжил работу в основном в легчайшем и полулёгком весовых дивизионах, которых на тот момент не было в UFC, а также в лёгкой весовой категории. Турниры отныне проходили в Hard Rock Hotel and Casino в Лас-Вегасе, где базировалась Zuffa, в США прямые трансляции осуществлял телеканал Versus (будущий NBC Sports Network), в Канаде — TSN и позже The Score. Скотт Адамс в течение некоторого времени оставался в организации в качестве матч-мейкера, но в 2008 году руководство Zuffa заменило его Шоном Шелби. Также новое руководство приняло решение изменить конфигурацию бойцовской клетки с пятиугольной на восьмиугольную, как это принято в UFC.
Штатным комментатором WEC являлся Тодд Харрис. В качестве приглашённого эксперта на турнирах часто присутствовал бывший чемпион UFC в тяжёлом весе Фрэнк Мир, затем на этом посту его сменил Стефан Боннар. В качестве экспертов приглашались такие звёзды ММА как Кенни Флориан и Дженс Пулвер. Во время pay-per-view-трансляции WEC 48 работали штатные комментаторы UFC Майк Голдберг и Джо Роган. Послематчевые интервью у спортсменов, как правило, брал Харрис, либо работавший на канале Versus спортивный журналист Крейг Хаммер. Роль ринг-анонсера практически всегда исполнял Джо Мартинес, лишь в самом конце существования организации его сменил постоянный анонсер UFC Брюс Баффер.
В 2008 году, чтобы не вступать в противоречия с UFC, организация распустила свои полутяжёлый и средний дивизионы. В 2009 году отказалась так же от полусреднего дивизиона, но ввела новый наилегчайший дивизион, которого не было в UFC. Лёгкая весовая категория оставалась единственной категорией, существовавшей одновременно и в WEC, и в UFC.
В январе 2010 года генеральным спонсором World Extreme Cagefighting стал производитель энергетических напитков AMP Energy, компания также заключила спонсорские контракты с тремя ведущими бойцами организации: Юрайей Фейбером, Чедом Мендесом и Джозефом Бенавидесом. Последний турнир организации, 53-й по счёту, состоялся в декабре 2010 года, после чего она была окончательно поглощена UFC, по сути прекратив своё существование.